# Taşkale, Karaman
Taşkale là một thị trấn thuộc thành phố Karaman, tỉnh Karaman, Thổ Nhĩ Kỳ. Dân số thời điểm năm 2011 là 763 người.